# 坎特里諾爾斯 (紐約州)
坎特里諾爾斯（英語：Country Knolls）是位於美國紐約州薩拉托加縣的普查規定居民點。

## 人口
根據2020年美國人口普查的數據，坎特里諾爾斯的面積為8.87平方千米，皆為陸地。當地共有人口5349人，而人口密度為每平方千米603.04人。